# Sven Hotz
Sven Hotz (* 12. Oktober 1929) ist ein Schweizer Unternehmer. Er war ausserdem Präsident und Mäzen des Schweizer Fussballvereins FC Zürich.
Hotz wurde bereits mit zwölf Jahren Mitglied des FC Zürich. Über 20 Jahre wirkte er als Präsident und Mäzen des Vereins, in den er etliche Millionen Franken investiert hat. Sein Geld verdient er mit seiner Liegenschaftsverwaltung. Sein Engagement für den FC Zürich wurden durch den Schweizer Cupsieg (2005) und den Meistertitel (2006) – den ersten in der Ära Hotz – gekrönt.
Sven Hotz hatte 2004 angekündigt, 2006 als Präsident des FC Zürich zurückzutreten. An der Generalversammlung am 11. Dezember 2006 trat er von seinem Amt zurück. Sein Nachfolger im Amt des Präsidenten des FCZ wurde Ancillo Canepa. Am 9. Dezember 2006 wurde Sven Hotz vor dem Meisterschaftsspiel FC Zürich gegen FC Sion vor 11'600 Zuschauern im Hardturm-Stadion verabschiedet.